# نیتیلسوخ
نیتیلسوخ (به لاتین: Nitilsukh) یک منطقهٔ مسکونی در روسیه است که در داغستان واقع شده‌است.